# Dekra Open Stuttgart
Le Dekra Open Stuttgart est une ancienne course cycliste par étapes allemande disputée autour de Stuttgart, dans le land de Bade-Wurtemberg.
Créée en 1988, elle s'est d'abord appelée Schwanenbrau Cup. Non-disputée en 1991, elle a pris le nom de Hofbrau Cup de 1992 à 1997. L'épreuve est à nouveau annulée en 1998 et est baptisée Dekra Open Stuttgart en 1999 et 2000. Elle n'a plus été organisée depuis.

## Palmarès
| Année | Vainqueur        | Deuxième            | Troisième        |
| ----- | ---------------- | ------------------- | ---------------- |
| 1988  | Bruno Cenghialta | Ronny Vlassaks      | Andreas Kappes   |
| 1989  | Andrew Hampsten  | Luc Roosen          | Michel Dernies   |
| 1990  | Stefan Joho      | Jürg Bruggmann      | Rolf Jaermann    |
| 1991  | Non-disputé      |                     |                  |
| 1992  | Alberto Elli     | Peter Meinert       | Rolf Sørensen    |
| 1993  | Davide Rebellin  | Bo Hamburger        | Felice Puttini   |
| 1994  | Rolf Aldag       | Andrea Peron        | Marco Serpellini |
| 1995  | Gianni Faresin   | Stefano Della Santa | Jan Ullrich      |
| 1996  | Dimitri Konyshev | Giampaolo Mondini   | Johan Bruyneel   |
| 1997  | Fabio Roscioli   | Juris Silovs        | Andreas Kappes   |
| 1998  | Annulé           |                     |                  |
| 1999  | Dario Frigo      | Holger Sievers      | Fausto Dotti     |
| 2000  | Nicola Loda      | Andreas Kappes      | Søren Petersen   |